# 芜湖长江三桥
芜湖长江三桥，又称“商合杭铁路芜湖长江公铁大桥”、“芜湖弋矶山长江大桥”，是位于中国安徽省芜湖市的一座公路铁路两用斜拉桥，跨越长江，距离下游的芜湖长江大桥约3.5公里，连接北岸的鸠江区二坝镇和南岸的镜湖区弋矶山街道。大桥是商杭高速铁路的控制性工程，也是芜湖城市交通网的重要组成部分，全长4,809.9米。主桥为高低塔钢桁梁斜拉桥，长1,232米，采用公路、铁路双层布置。大桥投资概算总额88.4亿元人民币，计划建设工期为4年，于2014年12月28日正式开工建设。2020年6月28日铁路桥开通运营。2020年9月29日公路桥开通运营。

## 设计
大桥起于无为县规划中的芜湖大道，向东在弋矶山下游约500米、汽车轮渡过江通道处跨过长江，继续向东跨长江路、银湖路，在银湖路东侧公铁分离；公路将通过新建长江路全互通立交（采用“双苜蓿叶+双迂回定向”形式）与市政道路衔接，以高架形式沿赤铸山路向东延伸，上跨宁铜铁路、宁安城际铁路、九华山路、汀苑路、弋江路后，在弋江路东侧落地；铁路则引入芜湖站。
大桥总长4,809.9米，跨江大桥主桥及公铁合建段引桥采用共建基础和墩身设计，合建段共长4,525米，其中跨江大桥主桥长1,232米，南北引桥公铁合建段共长3,290米，南岸铁路单建段长122.1米，北岸分离过渡铁路单建段长162.8米。主桥采用主跨588米高低塔钢桁梁斜拉桥设计，跨距布置为：98+238+588+224+84=1,232米；上层公路为双向八车道城市主干路，设计时速60公里；下层为四线铁路，两线为商杭高速铁路，两线为芜湖轨道交通S1线。大桥通航净高在设计最高通航水位以上不小于32米。

## 命名
2019年4月初，芜湖市地名委员会办公室就大桥命名方案向社会公开征求意见，提出两条拟用名，分别为“芜湖弋矶山长江大桥”和“芜湖长江三桥”。最终官方选择将大桥定名为“芜湖长江三桥”。

## 历程
- 2012年7月17日，安徽省文物局批复同意大桥建设工程选址[8]。
- 2013年9月16日，大桥通航安全影响论证报告在芜湖通过交通运输部长江航务管理局初审[6]。
- 2014年5月27日，大桥初步设计方案在北京通过预审[3]。
- 2014年6月13日，大桥及相关工程可行性研究报告在芜湖通过了专家组评估[1]。
- 2014年12月28日，大桥正式开工建设[5]。
- 2016年11月29日，主桥3号墩主塔正在进行第一节塔柱施工，主桥4号边墩进行墩帽施工，5号墩-E4号墩进行现浇梁施工。
- 2016年12月17日，南岸最后一个水中墩——主桥5号墩承台混凝土浇筑完成。
- 2018年4月13日，2号主塔已经进入到上塔柱施工阶段。按照2号主塔工程量百分比计算，已经完成了59%的施工工作量。北岸工地已完成50.2米铁路预应力简支箱梁、78米和84米预应力连续梁箱梁的施工，引桥40.7米城轨预应力简支箱梁也已全部完成，本月将开始主桥钢梁架设。
- 2018年5月14日，大桥项目总进度已完成超60%。
- 2018年5月31日，大桥3号主桥塔利用对称安装在墩顶的两台800吨架梁吊机同步起吊，顺利完成两个节段的钢梁架设。
- 2018年6月8日，大桥控制性工程：2号主塔第十九节段开始进行混凝土浇筑。2号主塔设计高度为155米，共分25个节段。
- 2018年6月26日，大桥已完成总产值的70%，其中2号主塔将于今年11月份封顶，而3号主塔将于今年9月份完成封顶。目前2号主塔墩正在进行墩顶钢梁的架设，而3号主塔墩，两台800吨的变幅式桥梁吊架正在进行双悬臂架设，与此同时，主桥的两对斜拉索也已经挂设完毕。项目预计于明年4月份，完成主桥钢箱梁合龙。
- 2018年7月2日，大桥公路接线工程江南接线Ⅱ标工程，顺利完成了主线桥全部桩基的施工，正在实施主线桥梁的上部结构。
- 2018年8月20日，大桥加速建设施工，目前已经完成九成工程量。
- 2018年9月10日，3号主桥塔第二阶段的最后一个铁路钢梁架设已经完成，主桥的钢梁架设已完成了25%。
- 2018年9月12日，2号主塔顺利完成E20、E28节段钢梁架设，这是进入到9月份以来，连续架设的第2对节段的钢梁。
- 2018年10月5日，3号桥墩施工进入尾声，施工已达到桥塔120-130米的高空处[9]。
- 2018年11月13日，3号墩主塔成功封顶[10]。
- 2018年11月15日，客专幅混凝土箱梁全线拉通[11]。
- 2018年11月18日，南岸公路接线工程开始施工，历时60天[12]。
- 2018年11月30日，随着北桥塔的封顶，本桥的南北桥塔施工全部完成；主桥钢梁已架设43节（共88个节间），斜拉索已安装128根（共304根），全桥施工进度整体超过八成。[13]。
- 2019年1月30日，公路接线工程Ⅱ标赤铸山路下穿段钢箱梁架设施工结束，赤铸山路园丁二区北门门口至九华山路与赤铸山交叉路口停止封闭，恢复正常交通[14]。
- 2019年2月12日，春节期间，仍有200多名工人和工程师坚守岗位建设大桥。目前整体进度完成80%，大桥全面进入铁路、公路钢箱梁铺设阶段[15]。
- 2020年6月28日，铁路桥部分随商杭客运专线合肥至湖州段一同开通运营。
- 2020年9月29日，公路桥部分开通运营。